# Rejsekort

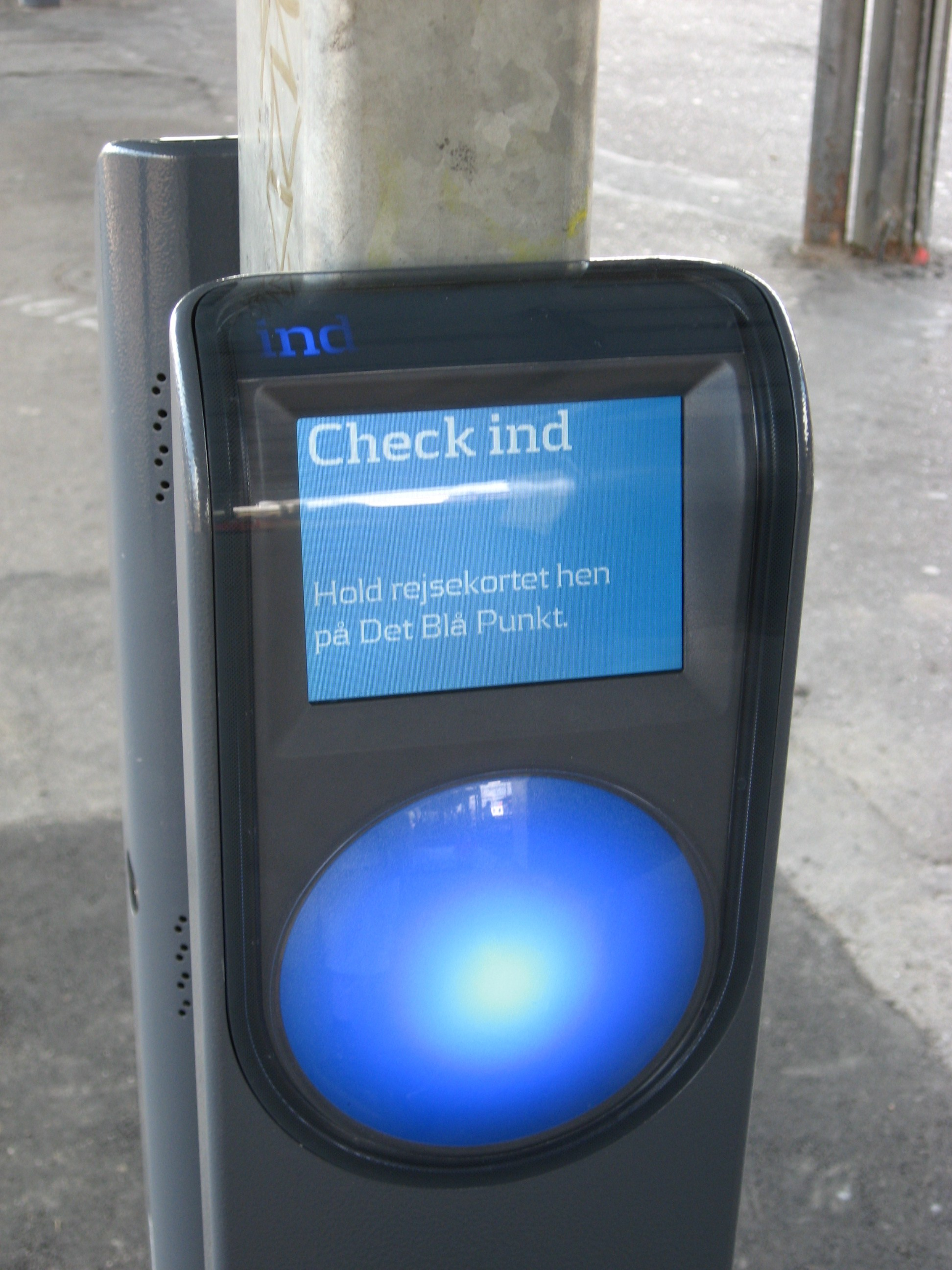
In Dänemark finden sich an fast allen Bahnhöfen, S- und U-Bahn-Stationen sowie in Bussen Lesegeräte zum Ein- und Auschecken mit der Rejsekort.

Die Rejsekort (wörtlich Reisekarte) ist ein elektronisches Fahrkartensystem, das den öffentlichen Verkehr in Dänemark prägt. Es ermöglicht Reisenden die landesweite Nutzung nahezu aller Verkehrsmittel: Busse, Züge, U-Bahnen, S-Bahnen und lokale Verkehrsmittel. Dadurch sind Fahrkarten in Dänemark weitestgehend obsolet geworden: An Start- und Zielbahnhöfen (oder im Bus) halten Reisende die Karte gegen ein Lesegerät, der Fahrtpreis wird berechnet und automatisch vom Konto abgebucht. Die Rejsekort gilt in fast ganz Dänemark und an den Bahnhöfen Malmö, Hyllie und Triangeln im schwedischen Schonen. Es gibt Diskussionen über eine mögliche Einrichtung von Rejsekort-Lesegeräten zum Ein- und Auschecken auch in deutschen Grenzbahnhöfen wie Bahnhof Flensburg.

## Nutzung
Die Rejsekort vereinfacht die Nutzung öffentlicher Verkehrsmittel erheblich. Für die Anschaffung einer Rejsekort wird eine einmalige Gebühr erhoben. Reisende müssen sich an speziellen Lesegeräten beim Betreten und Verlassen der Verkehrsmittel ein- und auschecken. Bei Umstieg ist ein erneutes Einchecken erforderlich. Das System berechnet automatisch den Preis für die jeweilige Reise. Sollte ein Reisender das Auschecken vergessen, kann dies über eine App nachgeholt werden.
Seit 2024 ist es möglich die Rejsekort auch als App auf dem Smartphone zu nutzen. Die von Fairtiq entwickelte Technologie bietet noch mehr Funktionen als die physische Karte wie zum Beispiel das automatische Erkennen von Umstiegen und vergessenen Check-Outs. Diese Funktionen sind ebenfalls in die App der DSB integriert unter dem Namen "Check In".
Langfristig ist geplant, dass die App die Chipkarte ersetzen soll. Es wird unter anderem damit begründet, da das Chipkarten-System das Ende der technischen Lebensdauer erreichen wird und die Check-In-Stelen wartungsintensiv seien. Vorerst werden jedoch beide Systeme parallel betrieben.

## Tarife
Die Rejsekort bietet verschiedene Tarife, die sich nach dem Kundentyp richten (Erwachsene, Kinder, Jugendliche, Senioren und Menschen mit Behinderungen). Besonders attraktiv sind die automatischen Rabatte, die außerhalb der Stoßzeiten oder bei häufigem Reisen gewährt werden. Es gibt auf Personen ausgestellte Karten und solche, die mit anderen geteilt werden können. Die Rejsekort kann entweder manuell oder über eine automatische Aufladefunktion aufgeladen werden, bei welcher das Konto automatisch mit einem bestimmten Betrag aufgefüllt, sobald das Guthaben unter einen bestimmten Betrag fällt.